# Edo Murić
Edo Murić (ur. 27 listopada 1991 w Lublanie) – słoweński koszykarz występujący na pozycji niskiego skrzydłowego, obecnie zawodnik Cedevity Olimpiji Lublana. 
W 2014 rozegrał cztery spotkania w barwach Atlanty Hawks podczas letniej ligi NBA.
30 grudnia 2017 został zawodnikiem Stelmetu BC Zielona Góra. 3 września 2018 opuścił klub.
8 lipca 2019 dołączył do słoweńskiej Cedevity Olimpiji Lublana.

## Osiągnięcia
Stan na 17 lutego 2020, na podstawie, o ile nie zaznaczono inaczej.
Klubowe
- Mistrz:
  - EuroChallenge (2011)
  - Słowenii (2011–2014)
- Wicemistrz Serbii (2015, 2016)
- Wicemistrz Chorwacji (2019)
- Zdobywca: 
  - pucharu:
  - Chorwacji (2019)
    - Turcji (2017)
    - Słowenii (2014)

  - Superpucharu Słowenii (2010–2012)
- Finalista:
  - pucharu:
    - Słowenii (2012, 2020[7])
    - Serbii (2016)
    - Polski (2018)

  - superpucharu Słowenii (2013)

Indywidualne
- MVP:
  - kolejki ligi adriatyckiej (12 – 2013/2014, 30 – 2014/2015)
  - meczu gwiazd U–16 ligi słoweńskiej (2007)[8]
- Uczestnik meczu gwiazd: 
  - ligi słoweńskiej (2012–2014)
  - Europy U-18 (2009)
  - U–16 ligi słoweńskiej (2007)[8]
- Uczestnik rozgrywek Adidas Eurocampu (2013)

Reprezentacja
- Mistrz Europy (2017)
- Uczestnik:
  - mistrzostw:
    - świata (2014 – 7. miejsce)
    - Europy:
      - 2011 – 7. miejsce, 2013 – 5. miejsce
      - U–20 (2009 – 13. miejsce, 2010 – 12. miejsce, 2011 – 11. miejsce)
      - U–18 (2009 – 12. miejsce)
      - U–16 (2007 – 15 .miejsce)